# Niklas Vesterlund
Niklas Vesterlund, né le 6 juin 1999 à Copenhague au Danemark, est un footballeur danois qui joue au poste de défenseur central au FC Utrecht.

## Biographie

### En club

#### Débuts et départ en Suède
Né à Copenhague au Danemark, Niklas Vesterlund est formé par l'un des clubs de la capitale danoise, le FC Copenhague. Il joue son premier match en professionnel le 27 septembre 2018, en coupe du Danemark contre le Viby IF. Il est titularisé lors de cette rencontre remportée par son équipe par trois buts à zéro.
Le 7 février 2019, Niklas Vesterlund rejoint la Suède pour s'engager en faveur du Trelleborgs FF, club évoluant alors dans la Superettan, la deuxième division suédoise. Il joue son premier match sous ses nouvelles couleurs le 30 mars 2019, lors de la première journée de la saison 2019 contre le GAIS. Il est titularisé et les deux équipes se neutralisent (2-2). Ce transfert à Trelleborgs lui permet de jouer régulièrement à un plus haut niveau, alors qu'il était barré par la concurrence à Copenhague et estimait ne pas être pleinement développé, son passage en Suède favorise ainsi sa percée dans le football professionnel.

#### Tromsø IL
Le 12 mai 2021, Niklas Vesterlund rejoint la Norvège pour signer avec le Tromsø IL. 
Vesterlund découvre avec ce club l'Eliteserien, l'élite du football norvégien. Il joue son premier match pour Tromsø dans cette compétition le 24 mai 2021 face au Sandefjord Fotball. Il entre en jeu à la place de Anders Jenssen (en) et son équipe s'incline par trois buts à un. Vesterlund inscrit son premier but pour le Tromsø IL le 19 septembre 2021, à l'occasion d'une rencontre de championnat face au SK Brann. Titulaire, il ouvre le score et les deux équipes se neutralisent (1-1 score final).

#### FC Utrecht
Le 31 janvier 2024, Niklas Vesterlund prend la direction des Pays-Bas en s'engageant en faveur du FC Utrecht. Il signe un contrat courant jusqu'en juin 2027, avec une année supplémentaire en option,.
Il joue son premier match pour Utrecht le 4 février 2024, lors d'une rencontre de championnat face au FC Volendam. Il entre en jeu et son équipe s'impose par quatre buts à deux.
Le 12 janvier 2025, Vesterlund se fait remarquer en inscrivant son premier but pour Utrecht, face au Feyenoord Rotterdam, en championnat. Il est l'auteur de l'ouverture du score de la tête sur un corner tiré par Souffian El Karouani et contribue ainsi à la victoire de son équipe (1-2 score final),.

### En sélection
Niklas Vesterlund représente l'équipe du Danemark des moins de 17 ans. Avec cette sélection, il participe notamment au championnat d'Europe des moins de 17 ans en 2016. Lors de ce tournoi organisé en Azerbaïdjan, il est titulaire et joue trois matchs. Son équipe ne parvient toutefois pas à sortir de la phase de groupe avec un bilan d'un match nul, une victoire et une défaite.
Avec les moins de 19 ans, il joue six matchs entre 2017 et 2018.